# 카일 데이크
카일 더글러스 데이크(영어: Kyle Douglas Dake, 1991년 2월 25일~)는 미국의 레슬링 선수이다. 2020년과 2024년 하계 올림픽 남자 자유형 웰터급 종목에서 동메달을 획득했으며 세계 선수권 대회에서 4회 우승, 1회 준우승을 차지했다.